# Donje Ladanje
Donje Ladanje is een plaats in de gemeente Maruševec in de Kroatische provincie Varaždin. De plaats telt 1191 inwoners (2001).